# كيفن ميلر (لاعب كريكت)
كيفن ميلر (بالإنجليزية: Kevin Miller)‏ (12 أكتوبر 1936 في أستراليا - ) هو لاعب كريكت أسترالي. لعب مع فريق تسمانيا للكريكت.

## وصلات خارجية
- كيفن ميلر (لاعب كريكت) على موقع إي آس بي آن كريك إنفو (الإنجليزية)